# Singöfjärden
Singöfärden är en stor fjärd i norra Roslagen, vattenområde, som är beläget väster om Singö och Fogdö. Den ostliga gränsen utgörs av flera mindre ögrupper, fjärdar och sund - exempelvis Galtfjärden, Medholmen, Slätön och Björkgrundet. Den sträcker sig i nord-sydlig riktning över 15 km; från Grisslehamn och Herräng i söder till Vässarö i norr. Området delas av Östhammars kommun i Uppsala län och Norrtälje kommun i Stockholms län.